# مزرعة مير
مزرعة مير (بالإنجليزية: Mazraeh-ye Mir)‏ هي منطقة سكنية تقع في أصفهان في إيران. يقدر عدد سكانها بـ 116 نسمة .